# Pakabsidia sintanana
Pakabsidia sintanana is een keversoort uit de familie soldaatjes (Cantharidae). De wetenschappelijke naam van de soort werd in 1938 gepubliceerd door Maurice Pic.